# Robert Heward
Robert Heward (1791 - 1877) va ser un botànic, pteridòleg anglès. Les seves col·leccions es van donar a Allan Cunningham (1791-1839). Heward estava particularment interessat en les plantes d'Austràlia.

## Algunes publicacions
- 1842. Biographical Sketch of the Late Allan Cunningham. Reimprès de J. of Botany for Private Distribution
- 1838. Some Observations on a Collection of Ferns from the Island of Jamaica. 15 pàg.
- 1831. Some Observations on Dr. Leichardt's Overland Journey from Moreton Bay on the East Coast of Austràlia, to Port Essington on the North Coast. Amb Ludwig Leichhardt. 31 pàg.

## Honors
Membre de
- Societat Linneana de Londres[1]

### Eponímia
Gèneres
- (Adiantaceae) Hewardia J.Sm.[2]
- (Iridaceae) Hewardia Hook.f.[3]